# Зовнішня політика

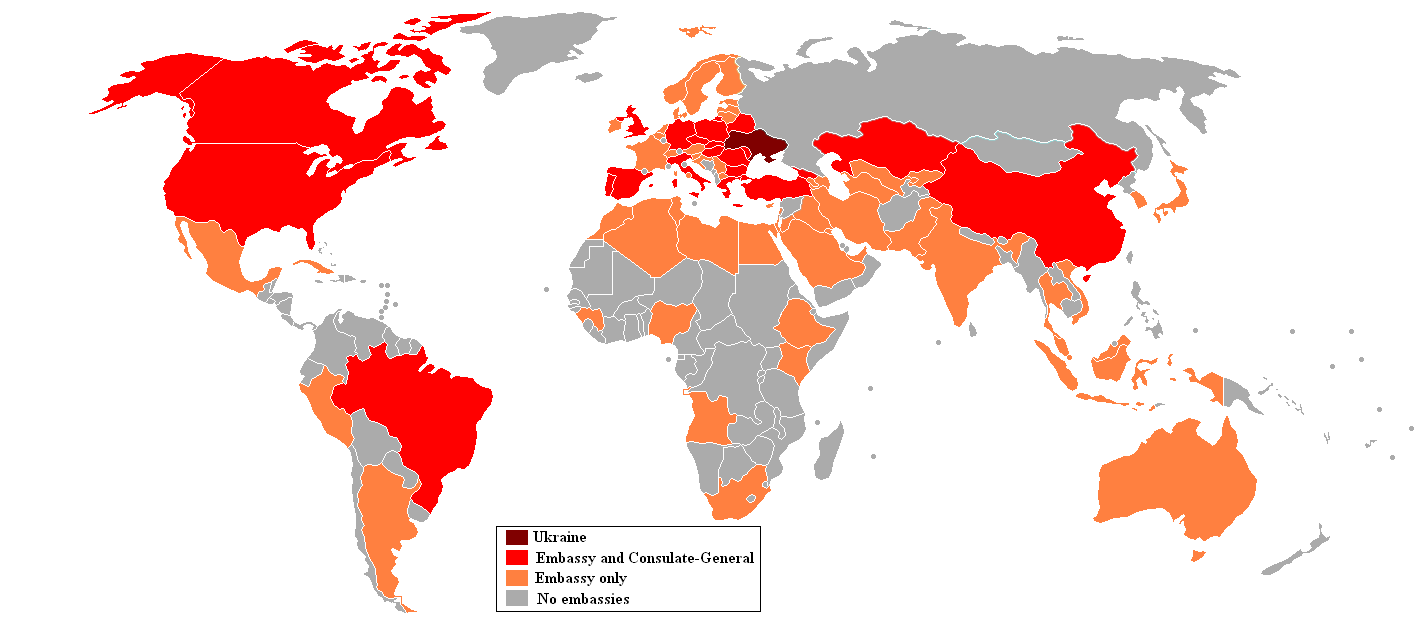
Міжнародні відносини України.

Зо́внішня полі́тика — це діяльність держави на міжнародній арені, спрямована на встановлення і підтримку відносин із іншими учасниками міжнародних відносин, захист власних національних інтересів та поширення свого впливу на решту суб’єктів, що беруть участь у міжнародних взаємодіях.
Зовнішня політика у багатьох країнах світу реалізується через Міністерство закордонних справ. Очолює його міністр закордонних справ.
В США таке відомство називається державним департаментом; очолює його державний секретар США. У Франції — міністерство зовнішніх зносин, у Швейцарії — політичний департамент, в Аргентині — міністерство зовнішніх зносин і культу, в Лівії — Народне бюро із зовнішніх зв'язків і т. д.

## Історія становлення
Сучасна політична наука спирається на фундамент політичної думки попередніх епох. З глибокої давнини до періоду виникнення ранньокласових суспільств і держав беруть початок перші спроби усвідомлення сутності політичних явищ. Історично першою формою пояснення нової соціальної реальності стало релігійно-міфологічне тлумачення природи владних відносин і соціальної ієрархії. Згідно з древніми міфами, земна організація життя має божественне походження та є відображенням загальносвітового космічного порядку. Боги передають владу земним правителям або поряд з останніми продовжують залишатися вершителями земних справ.
Конфуцій. Пізніше політична думка, порвавши з міфологією, прийняла більш раціональну форму. При розгляді проблем влади і соціального порядку стає домінувати філософсько-етичний підхід, що пояснює ці явища через призму досягнення загального блага та справедливості. Подібна тенденція прослідковується в ученнях Конфуція, грецьких філософів і політико-правової думки Риму. В центрі уваги древніх мислителів такі питання, як принципи організації держави, проблема законів і справедливості, обґрунтування ідеальної форми правління.
Китайський філософ Конфуцій — один з найвідоміших представників політичної думки Стародавнього Сходу. Він відмовився від ідеї божественного походження держави і розвинув концепцію патріархальної аристократичної держави. Згідно з його вченням, держава виникає з об'єднання, сімей і уподібнюється сім'ї, де імператор — батько, що турбується про своїх підданих — дітей. Кінцева мета державної влади — досягнення спільного блага. Хоч Конфуцій негативно ставився до крайнощів майнової диференціації (до поділу суспільства на багатих і бідних), він виправдовував моральну ієрархію: поділ людей на «благородних» і «темних» — простий народ. Перших від других відрізняють такі якості, як знання, справедливість, почуття обов'язку, повага до старших, дотримання моральних норм. Політичний ідеал давньокитайського мислителя — влада, здійснювана аристократами, доброчинність, строге дотримання кожною людиною своїх обов'язків і наслідування ритуалів, що склалися. Конфуція відрізняло недовір'я до законів, він вважав, що суспільний порядок повинен підтримуватися ритуалами і мораллю.
У працях мислителів Давньої Греції аналізується антична соціально-політична практика. Державність цього періоду втілилася у формі полісів — невеликих міст-держав і навколишніх поселень. Центром давньогрецької цивілізації став афінський поліс періоду розквіту демократії (VI—V ст. до н. е.). Демократичні процедури передбачали участь вільного чоловічого населення в роботі народних зборів і ухвалення рішень, рівність громадян перед законом, право на заміщення виборної суспільної посади. Практикою функціонування демократія спричинила вплив на уявлення древніх мислителів Еллади і бажаної форми держави. Багато з них зробили свій вибір не на користь демократії. Серед тих, хто розділяв аристократичні погляди на правління, були Піфагор, Геракліт, Сократ.
Італійський мислитель і політик Ніколо Макіавеллі (1469—1527), відомий передусім своїми працями «Правитель» (1513), «Роздуми на першу декаду Тита Лівія» (1519), «Історія Флоренції» (1532). Н. Макіавеллі увійшов в історію політичної думки як творець нової науки про політику. Тлумачення ним політики відокремлюється ЯК від теології, так і від етики.
На основі узагальнення багатовікового досвіду існування держав минулого й сучасності мислитель доводить, що політичні події, зміни в державі відбуваються не з Божої волі, не з примхи чи фантазії людей, а мають об'єктивний характер. Недоречно також осягати й вирішувати політичні проблеми, керуючись моральними міркуваннями, бо влада, політика вже за своєю природою є позаморальними явищами. Розуміння політики як об'єктивного явища закладало міцний фундамент політичної теорії як точної, досвідної науки, яка, на думку мислителя, пояснює минуле, керує теперішнім і може прогнозувати майбутнє.
Н. Макіавеллі намагається розкрити закономірності суспільно-політичних явищ, з'ясувати причини зміни однієї форми держави іншою, визначити найкращу з них, розглянути проблеми співвідношення влади правителя і народу тощо. Аналіз і вирішення цих питань, виходячи з потреб часу, надавали вченню мислителя значення практичної науки про політику, управління державою. Введення самого терміна stato, тобто «держава», в політичну науку Нового часу пов'язують саме з Н. Макіавеллі.
Учений вважав, що державу створили не Бог, а люди, виходячи з потреби спільного блага. Спочатку люди жили розрізнено, але згодом об'єдналися, щоб краще захищатися. Вони обрали зі свого середовища найсильнішого і найхороб-рішого ватажка й почали йому підкорятися. Метою держави є забезпечення кожному вільного користування майном і безпеки. Для цього приймаються закони і призначаються покарання. Але після того як влада стала спадковою, нащадки вождів все більше відхилялися від справедливості і перейшли до пригнічення народу. Абсолютна влада, вважає мислитель, швидко розбещує як правителів, так і підданих. У результаті монархія перетворюється на тиранію, яка не має права на існування і мусить бути знищена разом з тираном. Після знищення тиранії настає аристократичне правління, з часом воно вироджується в олігархію, яка зазнає участі тиранії. Далі народ вводить народне правління, після чого кругообіг форм держави повторюється.
Н. Макіавеллі розрізняє монархію, аристократію і народне правління, спотворенням яких є тиранія, олігархія та охлократія. Перші три форми правління він називає правильними, але вважає їх нестійкими й недовготривалими. Найкращою, на його думку, є змішана форма, в якій поєднуються елементи всіх правильних форм. Порівнюючи переваги різних форм правління, Н. Макіавеллі віддає перевагу республіці, бо вона найбільше відповідає вимогам рівності і свободи. Республіка є більш стійкою, ніж монархія, вона краще пристосовується до різних умов, забезпечує єдність і міць держави, породжує в людей патріотизм. Народ мислитель ставить вище від монарха, вважаючи його розумнішим.
Ці ідеї викладені Н. Макіавеллі головним чином у його історичних працях. Принципово іншими є його погляди, подані у трактаті «Правитель» (в оригіналі ця праця має назву «Il principe», що означає «одноосібний правитель»). Основний зміст цієї праці складають змалювання образу ідеального, на думку Н. Макіавеллі, правителя та рекомендації щодо того, як йому здійснювати і зміцнювати свою владу.
Н. Макіавеллі стверджував, що заради досягнення політичних цілей правитель може використовувати будь-які засоби, незважаючи на вимоги моралі: вдаватися до обману, діяти лестощами і грубою силою, фізично знищувати своїх політичних противників тощо. Правитель має бути схожим на сильного лева, щоб страхати вовків, і на хитрого лиса, щоб не втрапити в пастку. По суті справи, відмежування політики від моралі перетворилось у проповідь Н. Макіавеллі аморалізму в політиці. Політика, в розумінні мислителя, — це сфера підступності й віроломства. Відтоді аморальна політика за принципом «мета виправдовує засоби» дістала назву «макіавеллізм».
Чим же була зумовлена така позиція Н. Макіавеллі? Насамперед історичними обставинами. Тогочасна Італія була роздрібнена на кілька ворогуючих між собою князівств, які до того ж зазнавали утисків з боку іноземних завойовників. Будучи флорентійцем і патріотом Італії, мислитель палко бажав її об'єднання в єдину міцну державу. А це, на його думку, міг зробити лише сильний одноосібний правитель, який для досягнення політичних цілей, головною з яких є зміцнення держави, не нехтує ніякими засобами. Прообраз такого правителя Н. Макіавеллі вбачав у тогочасному італійському правителі Чезаре Борджіа, відомому своїми злодійствами. По суті справи, засуджуючи тиранію як форму правління, мислитель виправдовував її стосовно тогочасних італійських умов.
Зазначена позиція Н. Макіавеллі пояснюється також однією з основних аксіом його політичної філософії — думкою про те, що люди за своєю природою є порочними, егоїстичними і злими істотами. їх турбують не благо держави, а передусім власні матеріальні інтереси. Н. Макіавеллі наголошував, що люди можуть змиритися зі втратою свободи, влади, навіть зі смертю батька, але ніколи й нікому не простять втрати власного майна. Політика покликана відповідати порочній природі людей. Правитель має бути переко наним, що знать — честолюбна, а народ — чернь, яка захоплюється зовнішніми ефектами та успіхом. Покірність підданих найкраще гарантують примус і страх.
Щоправда, правитель має опікувати підданих і не повинен без крайньої потреби вдаватись до їх утисків. Свої дії він має спрямовувати так, щоб вони сприймалися як благодійництво. На відміну від образ, яких, за Н. Макіавеллі, потрібно завдавати швидко і разом, благодійництво слід проявляти в малих дозах, щоб воно тривало довше і щоб піддані відчували його якомога повніше і краще. На думку мислителя, самозбереження і зміцнення політичної влади будь-якими засобами є домінуючим інтересом державності. В цілому Н. Макіавеллі зробив вагомий внесок у розвиток політичної думки, і західна політологія вважає його основоположником науки про політику.

## Засоби
Засоби (інструменти) зовнішньої політики держави поділяють на три головні групи:
1) політичні, головними серед яких є дипломатичні (переговори, зустрічі на різних рівнях, участь у міжнародних організаціях, постійне представництво держави за кордоном тощо) та воєнні (війна, воєнний тиск, навчання, маневри, провокації, публічні демонстрації нових видів зброї, паради, концентрація військ у прикордонних районах, участь у миротворчих операціях тощо);
2) фінансово-економічні, які використовують для впливу на економіку й політику інших держав (різноманітні види допомоги, інвестиції, лобіювання діяльності власних корпорацій, фінансування партій та громадських організацій в іноземних країнах тощо);
3) інформаційні, до яких належать різноманітні форми й засоби пропаганди, публічної дипломатії, культурної політики, що використовуються, зокрема, для формування позитивного міжнародного іміджу держави. 

## За країною
- Зовнішня політика Європейського Союзу
- Зовнішня політика Бразилії
- Зовнішня політика Бутану
- Зовнішня політика Великої Британії
- Зовнішня політика Вірменії
- Зовнішня політика Греції
- Зовнішня політика КНР[en]
- Зовнішня політика Латвії
- Зовнішня політика Литви
- Зовнішня політика Молдови
- Зовнішня політика Німеччини
- Зовнішня політика Росії
- Зовнішня політика Румунії
- Зовнішня політика США
- Зовнішня політика України
- Зовнішня політика Франції
- Зовнішня політика Швеції
- Зовнішня політика Японії
- Зовнішня політика УРСР